# Cueva de Fuentemolinos
En los alrededores de la localidad de Puras de Villafranca perteneciente al término municipal de Belorado (Burgos, España) existe un complejo de cuevas formado por al menos doce cavidades. La más extensa de estas formaciones es la llamada cueva de Fuentemolinos. Esta formación se encuentra localizada en el cercano monte de la Cuesta perteneciente a la sierra de la Demanda. La localización de la boca de acceso a la cueva según el Sistema de Coordenadas Universal Transversal de Mercator es X: 479.950, Y: 4.691.590, Z: 930.
Desde el punto de vista geológico esta formación se ha desarrollado sobre un conglomerado calizo denominado pudinga, la rareza de este tipo de cuevas y su desarrollo de más de cuatro kilómetros determinan que sea la sexta cueva del mundo de este tipo. Esta formación tiene unos treinta y cinco millones de años de antigüedad perteneciendo a la época geológica del Oligoceno.
Existen dos accesos, el primero de ellos es la salida de un riachuelo afluente del Tirón que discurre por el interior de la cueva y el segundo está situado unos seis metros por encima del anterior y se trata de una gatera de unos siete metros de longitud que descendiendo ligeramente se adentra en la gruta.
La cueva consta de varios niveles. El primer nivel es un largo pasillo horizontal que discurre paralelo al curso de un riachuelo interior. Un derrumbe al final del primer nivel permite el acceso al segundo nivel que discurre paralelo al anterior, por encima, comunicándose en varios puntos con el nivel anterior.
En el interior de la cueva se aprecian numerosos espeleotemas, como estalagmitas, estalactitas, columnas o banderolas (también coladas y perlas), que la hacen un lugar de interés geológico y la dotan de gran belleza.
Se ha topografiado su interior contabilizado un total de 4.086 metros.
Actualmente su visita está regulada y es objeto del turismo de aventura (Beloaventura).